# Upanyuvarath
Upanyuvarath ou Upayuvaraja Ier (né en 1597 mort en 1622), connu sous le titre de  Samdach Brhat Chao Maha Upayuvaraja, fut roi du royaume de  Lan Xang de 1621 à 1622.

## Biographie
Fils aîné et héritier du roi Thammikarath il n'est désigné que par son titre qui signifie « Prince héritier » ou  « Vice Roi ».
Son père jaloux de son prestige et jugeant qu'il s'impliquait trop dans le gouvernement du royaume, le traite en rebelle. Upanyuvarath le dépose en 1621 avant de la faire exécuter l'année suivante.Le nouveau souverain meurt lui-même en 1622 dans des circonstances inconnues après neuf mois de règne, plongeant le royaume dans une période de troubles